# Estatística social
Estatística social é a dedicação da estatística à coleta, análise e interpretação de dados relativos à sociedade. Tal busca o conhecimento da realidade social, econômica e ambiental de uma comunidade. Um exemplo prático disso é o que o IBGE faz.

## História
A estatística social possui uma narrativa extensa, remontando à antiguidade, onde os antigos babilônios utilizavam métodos estatísticos para conduzir censos e calcular impostos. Contudo, enquanto campo científico moderno, a estatística social emergiu apenas no século XVIII — nesse período, filósofos iluministas, a exemplo de John Locke e Montesquieu, adotaram a estatística como instrumento para a análise da sociedade.

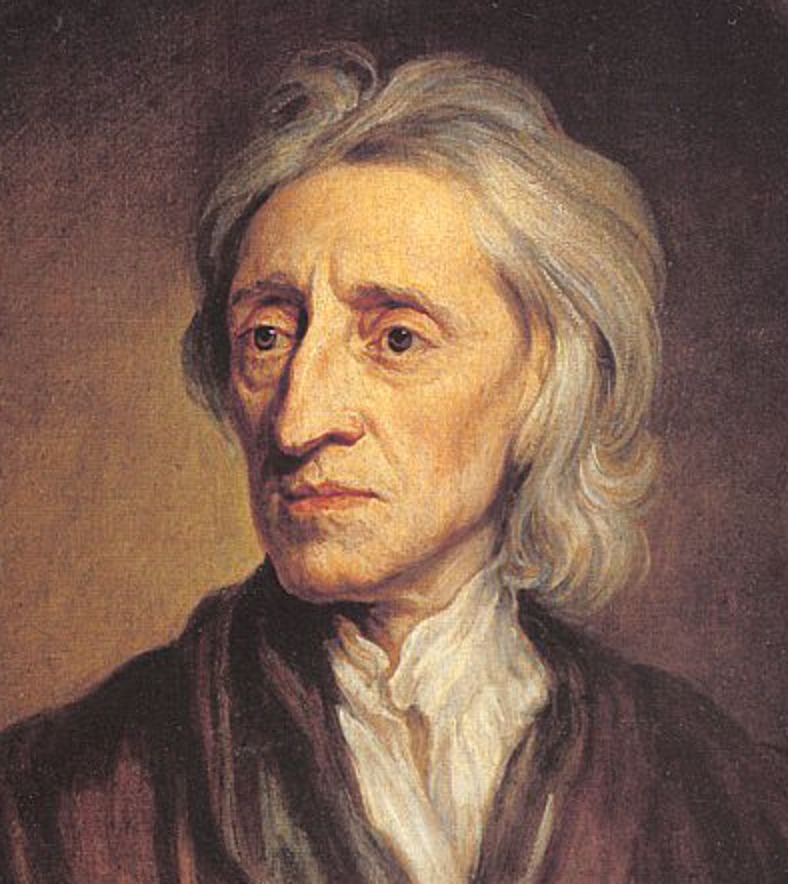
“Não se revolta um povo inteiro senão quando a opressão é geral.” — John Locke. citado em "Dicionário de pensamentos: máximas, aforismos, paradoxos, provérbios, etc ..." - Página 370, ‎de Folco Masucci - Publicado por Ed. Leia, 1968 - 685 página.

No decorrer do século XIX, prosseguiu em sua evolução, onde os governos passaram a coletar dados acerca da população de forma sistemática; já no século XX, este ramo se consagrou como uma ferramenta indispensável para a pesquisa comunitária, sendo empregado por cientistas sociais em diversas disciplinas, tais como sociologia, economia, política e saúde pública.
Essa disciplina estatística representa uma formidável instrumentação capaz de aprimorar a compreensão da humanidade, possibilitando a identificação de problemáticas sociais, a formulação de políticas públicas eficazes e a promoção da justiça social.